# 23 de juny
El 23 de juny és el cent setanta-quatrè dia de l'any del calendari gregorià i el cent setanta-cinquè en els anys de traspàs. Queden 191 dies per a finalitzar l'any.

## Esdeveniments
Països Catalans
- 1854 - Barcelona: primer concert de l'Orfeó Barcelonès, primer orfeó de l'Estat espanyol. Té lloc al Teatre Odeon.[1]
- 1887 - Reus: comença a donar servei el Tramvia Econòmic de Reus a Salou.[2]
- 1925 - El règim de Primo de Rivera clausura l'Orfeó Català.[3]
- 1931 - Barcelona: s'hi publica el primer número del setmanari satíric "El Be Negre".

Resta del món
- 1757 - Palashi (Bengala Occidental, l'Índia): la Companyia Britànica de les Índies Orientals obté una victòria definitiva en la batalla de Plassey durant la Guerra dels Set Anys contra el Nabab de Bengala i la Companyia Francesa de les Índies Orientals.
- 1768 - Aranjuez: Carles III signa la Reial Cèdula «para que en todo el Reyno se actúe y enseñe en lengua castellana con otras cosas que se expresa», l'article VII de la qual diu: «Mando que la enseñanza de primeras letras, latinidad y retórica se haga en lengua castellana generalmente donde quiera que no se practique, cuidando de su cumplimiento las Audiencias.».
- 1814 - Montevideo (Uruguai): els independentistes del Riu de la Plata culminen el Setge de Montevideo de 1812-1814 ocupant la ciutat durant la Guerra de la Independència Argentina.
- 1865 - Estats Units: Acaba la Guerra de Secessió amb la victòria de la Unió dels estats del nord.
- 1894 - París: Es funda el Comitè Olímpic Internacional.[4]
- 1952 - Corea del Nord: Bombardeig de Corea del Nord pels Estats Units.
- 1993 - Lausana (Suïssa): Joan Antoni Samaranch inaugura el Museu Olímpic de Lausana.
- 1996 - Atlanta, Geòrgia (EUA): Michael Johnson bat el rècord dels 200 metres llisos, que tenia des de 1979 Pietro Mennea.

## Naixements
Països Catalans
- 1736 - Esparreguera, Bisbat de Barcelona: Jaume Pasqual, doctor en dret canònic i civil, abat i prior del monestir de Bellpuig de les Avellanes i historiador conegut sobretot pels seus «Monumenta Cathaloniae».
- 1765 - Alpens, Lluçanès: Agustí Canelles i Carreres, astrònom i matemàtic català (m. 1818).
- 1860 - Barcelona: Joan Llimona i Bruguera, pintor català (m. 1926).[5]
- 1895 - Barcelona: Josep Maria Batista i Roca, historiador, etnòleg i polític català. És considerat un dels fundadors de l'antropologia de base científica a Catalunya.
- 1919 - Barcelona: Andreu Ribera i Rovira, advocat, industrial i polític català (m. 2002).
- 1921 - Madrid: Carmelina Sánchez-Cutillas, historiadora, novel·lista i poeta valenciana (m. 2009).[6]
- 1954 - Barcelona: Carme Pinós i Desplat, arquitecta i professora universitària catalana.[7]
- 1962 - Puig-reig, Berguedà: Maria Montserrat Butxaca, poetessa catalana.[8]
- 1980 - Barcelona: Mireia Calafell i Obiol, escriptora catalana.[9]
- 1982 - Maó: Susana Mora Humbert, advocada laboralista i política menorquina; Presidenta del Consell Insular de Menorca.[10]
- 1990 - Vilafranca del Penedès: Laura Ràfols Parellada, futbolista catalana que va jugar a la Primera Divisió de futbol d'Espanya.[11]

Resta del món
- 1703 - Trzebnica, Silèsia: Maria Leszczyńska, reina de França, consort de Lluís XV (m. 1768).
- 1763 - Les Trois-Îlets, Martinica: Josefina de Beauharnais, emperadriu de França des de 1804 fins a la seva mort (m. 1814).[12]
- 1810 - Viena: Fanny Elssler, ballarina austríaca (m. 1884).[13]
- 1855 - Dieppe, Normandia, França: Maude Valérie White, compositora anglesa (m. 1937).[14]
- 1876 - Paducah, EUA: Irvin Shrewsbury Cobb, escriptor i humorista nord-americà (m. 1944).
- 1879 - 
  - Sant Petersburg: Angelina Beloff, pintora i artista mexicana, amb orígens russos (m. 1969)[15]
  - Menia, Egipte: Huda Sha'arawi, pionera del moviment feminista egipci i àrab (m. 1947).[16]
- 1883 - Londres: Geraldine Beamish, tennista anglesa, medallista als Jocs Olímpics d'Anvers (m. 1972).[17]
- 1894 - White Lodge (Anglaterra): Eduard VIII del Regne Unit, rei de la Gran Bretanya i d'Irlanda del Nord, d'Irlanda i dels Dominis britànics d'ultramar, i emperador de l'Índia. Abdicà de la corona britànica per tal de poder-se casar amb la dues vegades divorciada Wallis Simpson (m. 1972).[18]
- 1889 - Bolxoi Fontan, prop d'Odessa: Anna Akhmàtova, destacada poeta de l'edat de plata de la literatura russa (m. 1966).[19]
- 1898 - Rudston, Anglaterra: Winifred Holtby, periodista i novel·lista anglesa (m. 1935).[20]

- 1907 - Swanage, Dorset (Anglaterra): James Meade, economista anglès, Premi Nobel d'Economia de l'any 1977 (m. 1995).
- 1912 - Paddington, Westminster, Londres, Anglaterra, Regne Unit: Alan Turing, matemàtic i filòsof anglès, pare de la informàtica (m. 1954).
- 1925 - Halifax, West Yorkshire, Anglaterra: Oliver Smithies, genetista estatunidenc d'origen anglès, Premi Nobel de Medicina o Fisiologia de l'any 2007.[21]
- 1929:
  - Maces Spring, Virgínia (EUA): June Carter Cash, cantant, compositora, actriu, filantropa, líder en la música country (m. 2003).[22]
  - Malmedy (Bèlgica): Henri Pousseur, compositor, professor i teòric de música belga (m. 2009).[23]
- 1933 - Montevideo, Uruguai: Hermenegildo Sábat, dibuixant, conegut com el Menchi Sábat.
- 1937 - Viipuri (Finlàndia): Martti Ahtisaari, polític finlandès, President de Finlàndia (1994-2000), Premi Nobel de la Pau de l'any 2008.[24]
- 1939 - Santander, (Espanya): Álvaro Pombo García de los Ríos, poeta, novel·lista i activista espanyol.
- 1940 - Edimburg, Escòcia: Stuart Sutcliffe, baixista original de The Beatles.
- 1943:
  - New Haven, Connecticut (EUA): Vinton Cerf enginyer estatunidenc, considerat un dels pares d'Internet. Premi Internacional Catalunya de l'any 2018.[25]
  - Cincinnati, (EUA): James Levine, director d'orquestra i pianista nord-americà, conegut per ser el director musical de l'Òpera del Metropolitan de Nova York del 1976 al 2016.[23]
- 1948 - Torí: Lucetta Scaraffia, historiadora i periodista italiana, reclama un tracte igualitari de l'Església a homes i dones en tots els àmbits.[26]
- 1956 - Mansfield, Ohio, Estats Units: Sylvia McNair, soprano estatunidenca.[27]
- 1957 - Chicago, Illinois: Frances McDormand, actriu estatunidenca que ha guanyat tres cops el Premi Oscar a la millor actriu.[28]
- 1965 - Manchester, Nou Hampshire: Patricia Racette, soprano estatunidenca.[29]
- 1969 - Tel-Aviv, Israel: Achinoam Nini, coneguda pel nom artístic de Noa, cantant israeliana d'origen iemenita.[30]
- 1970 - Brest, França: Yann Tiersen, cantautor i compositor de cinema francès.[31]
- 1972 - Marsella, França: Zinédine Zidane, futbolista francès d'origen amazic.[32]
- 1976 - Vancouver, Colúmbia Britànica, Canadà: Emmanuelle Vaugier, actriu i cantant canadenca.[33]
- 1979 - Meliskerke, Veere: Franca Treur, escriptora i periodista neerlandesa.[34]
- 1984 - Bangor (Gal·les): Duffy –el nom artístic d'Aimée Ann Duffy–, cantant i compositora gal·lesa.[35]

## Necrològiques
Països Catalans
- 1222 - Catània, Sicília: Constança d'Aragó i de Castella, princesa de la Corona d'Aragó, reina consort d'Hongria i emperadriu consort del Sacre Imperi Romanogermànic (n. ca. 1179).[36]
- 1992 - Barcelona: Lluís Casassas i Simó, geògraf català.
- 1999 - Barcelona: Francesc Rovira-Beleta, director i realitzador de cinema català (n. 1912).
- 2005
  - Barcelona: Pere Garcia i Plensa, cinèfil català.
  - Sabadell: Joan Alsina i Giralt, historiador sabadellenc (n. 1913).
- 2006 - Barcelona: Joaquim Jordà i Català, director de cinema, guionista i traductor català (n. 1935).

Resta del món
- 1075 - Lieja, principat de Lieja: Teoduí de Baviera, príncep-bisbe.
- 1213 - Oignies: Maria d'Oignies, beguina, mística del Brabant Való (n. 1177).[37]
- 1576 - Londres: Levina Teerlinc, miniaturista angloflamenca, pintora de cambra en la cort anglesa.[38]
- 1839 - Joun, Líban: Hester Stanhope, aristòcrata anglesa, viatgera i exploradora (n. 1776).[39]
- 1894 - Ville d'Avray, Illa de França: Marietta Alboni, contralt italiana (n. 1826).[40]
- 1896 - Shoreham, Regne Unit: Joseph Prestwich, geòleg i empresari britànic.[41]
- 1913 - 
  - Madrid, Espanya: Tomàs López Torregrosa, compositor valencià de sarsuela (n. 1868).
  - Tòquio: Ginko Ogino, la primera metgessa japonesa (n. 1851).[42]
- 1939 - L'Havana, Cuba: Antònia Trenchs i Asens, dibuixant, caricaturista i pintora catalana (n. cap a 1913).[43]
- 1996 - Atenes (Grècia): Andreas Papandreu (en grec Ανδρέας Γεώργιος Παπανδρέου), economista i polític grec, Primer Ministre de Grècia en tres ocasions. (n. 1919).[44]
- 1998 - Scottsdale, Arizonaː Maureen O’Sullivan, actriu nord-americana d'origen irlandès (n. 1911).[45]
- 1956 - Moscou (Rússia): Reinhold Glière, compositor rus d'ascendència alemanya (n. 1875).[23]
- 1959 - París, França: Boris Vian, escriptor i músic francès.[46]
- 1982 - Gouda: Marie Braun, nedadora neerlandesa, medallista olímpica (n. 1911).[47]
- 1983 - Pequín (Xina): Liang Shuming (xinès: 梁漱溟),també conegut com a Liang Sou-ming fou un filòsof, pedagog, professor i reformista xinès, considerat “el darrer confucià” (n. 1893).[48]
- 2008 - Montevideo: Blanca París Corcoll, historiadora i acadèmica uruguaiana (n. 1925).[49]
- 2011 - Beverly Hills, Califòrnia, Estats Units: Peter Falk, actor estatunidenc.
- 2013
  - Buenos Aires: Laura Bonaparte, psicòloga i activista argentina, integrant de Mares de Plaza de Mayo.[50]
  - Altadena, Califòrnia: Sharon Stouder, nedadora estatunidenca.
  - Calabasas, Califòrnia: Richard Matheson, escriptor i guionista nord-americà (n. 1926).
- 2015 - Castèunòu de Grassa: Magali Noël, actriu i cantant francesa nascuda a Turquia (n. 1932).[51]
- 2020 - Nova York, EUA: Li Zhensheng, fotoperiodista xinès, autor de fotografies rellevants de la Revolució Cultural xinesa (n. 1940).[52]

## Festes i commemoracions
- Festa Local a Vilassar de Mar, a la comarca del Maresme i a Bolvir, a la comarca de la Cerdanya.
- El vespre d'aquest dia i la matinada de l'endemà és la Revetlla de Sant Joan.
- Comencen les festes de Sant Joan a Ciutadella de Menorca.
- Festa de les Falles de Barruera (Alta Ribagorça).

### Santoral[53]

#### Església Catòlica[54]
- Sants al Martirologi romà (2011): Màrtirs de Nicomèdia (303); Eteldreda d'Ely, vídua (679); Bili de Vannes, màrtir (914); Lanfranc de Pavia, bisbe (1194); Valeri d'Onhaye, prevere (1199); Thomas Garnet, monjo màrtir (1608); Giuseppe Cafasso, sacerdot (1860).
  - Beats: Maria d'Oignies (1213); Pietro Giacomo de Pesaro, agustí (1496); a l'Orde de Predicadors: Innocenci V, papa.
- Sants: Fèlix de Sutri, prevere màrtir (257); Agripina de Roma, verge i màrtir (262); Zenó i Zena de Filadelfia, màrtirs (268 o 303); Joan de Roma, prevere màrtir (362); Moeliai de Nendrum, abat (493); Hildulf de Lobbes (707); Jaume de Toul, bisbe (769); Libert de Cambrai, bisbe (1076).
- Beats: Fèlix de Cîteaux, monjo (1113); Pere de Juilly, predicador (1136); Maria Rafaela Cimatti, monja (1945).
- Venerable Tommaso Corsini, monjo (1343).
- Venerats a l'Orde de la Mercè: beats Lope de Paredes, Francisca Martel.

#### Església Copta
- 16 Baoni: sant Onofre el Gran, eremita.

#### Església Ortodoxa (segons el calendari julià)
- Se celebren els corresponents al 6 de juliol del calendari gregorià.

#### Sants de l'Església Ortodoxa (segons el calendari gregorià)
Corresponen als sants del 10 de juny del calendari julià:
- Antònia i Alexandre de Constantinoble (313); Timoteu de Prussa, bisbe (s. IV); Aleix de Bitínia, bisbe; Apol·lo, bisbe; Asteri de Petra (s. IV); Teòfanes d'Antioquia, monjo (369); Pansèmnia d'Antioquia (s. IV); Bassià de Lodi, bisbe (409); Basili de Rjasan (1295); Silvà de les Coves de Kíev (segle xiv); Neànic el Savi, d'Alexandria, màrtir; Canides de Capadòcia, monjo; Gregori d'Assos; Joan Maximòvitx de Tobolsk (1715); Pau de Tobolsk (1770); Sants de Sibèria (1847); Nahum de Solovki (1853); Sergi de Valaam, monjo (1860); Metròfanes de Pequín, primer prevere ortodox xinès, i Màrtirs de la Rebel·lió Bòxer (1900); Nicolau, Basili i Pau, màrtirs (1918); Leontij Vimpen, bisbe de Jenotaj, màrtir (1919); sinaxi dels Pares de Sibèria: Innocenci d'Irkutsk (1731), Macari Glukharev (1847) i Macari Nevski (1926); Timoteu, prevere màrtir (1940).

#### Església anglicana
- Santa Eteldreda de Northúmbria, reina.

#### Església Evangèlica d'Alemanya
- Sant Argula von Stauff de Grumbach, reformadora.